# Yuki Kobayashi (football, 1988)
Yuki Kobayashi (小林 裕紀, Kobayashi Yuki) est un footballeur japonais né le 18 octobre 1988. Il évolue au poste de milieu de terrain.